# Killington (Devon)
Killington – przysiółek w Anglii, w Devon. Killington jest wspomniane w Domesday Book (1086) jako Cheneoltone/Cheneoltona.